# کدئین
کدئین (به انگلیسی: Codeine) یا متیل مرفین یک داروی مخدر ضددرد، مسکن، ضدسرفه و ضداسهال است، و بنا بر بسیاری از گزارش‌ها پرمصرف‌ترین داروی جهان است.
کدئین حدود ۰٫۳٪ تا ۳٪ تریاک را تشکیل می‌دهد. پیر ژان ربیکه شیمیدان فرانسوی در سال ۱۸۳۲ برای نخستین بار آن را از تریاک جدا کرد. البته با توجه به مقدار ناچیز آن در طبیعت، بیشتر کدئین دنیا از مرفین به دست می‌آید. قدرت تقریبی آن حدود ۸٪ تا ۱۲٪ مرفین است.

## مشخصات

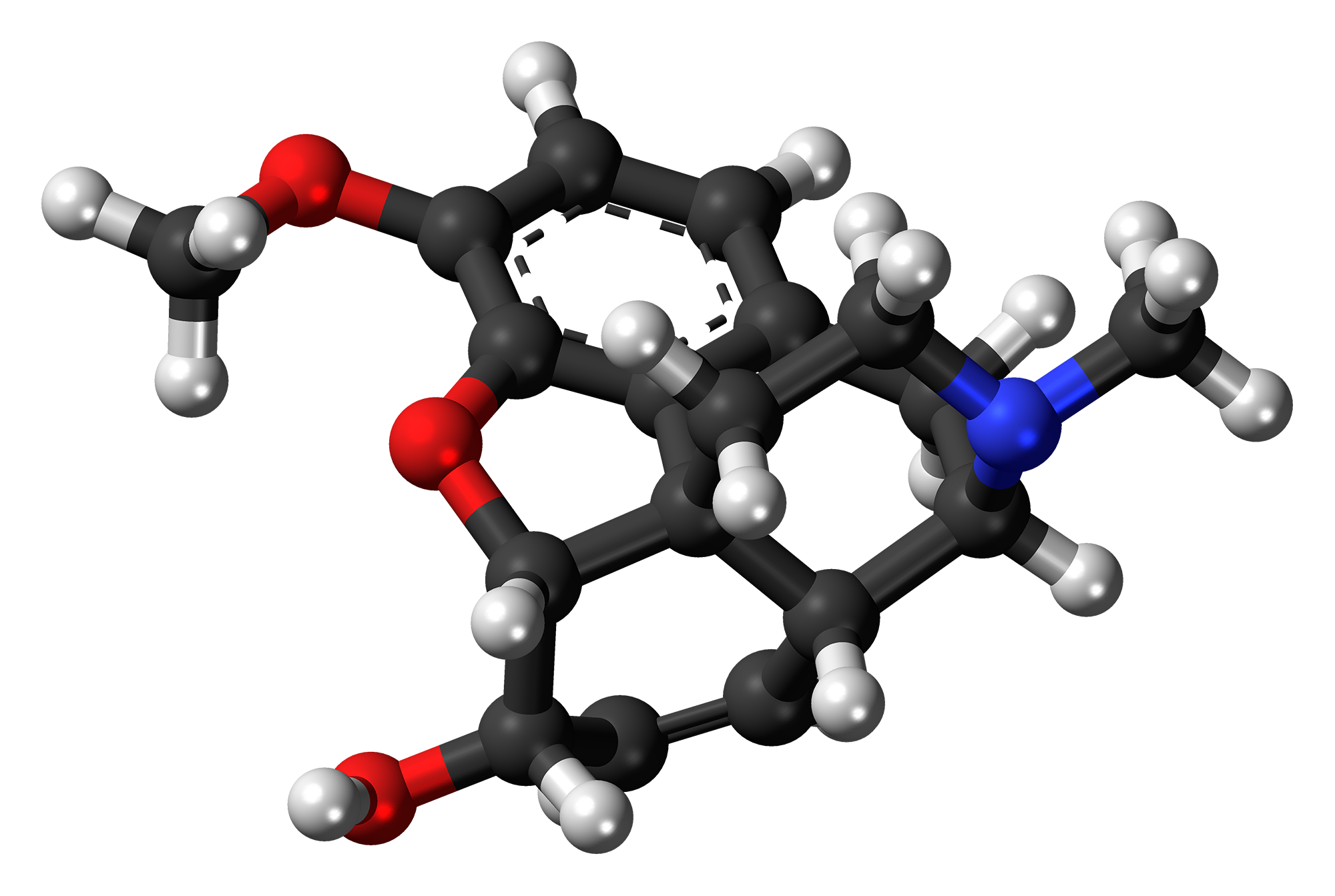
مدل سه بعدی مولکول کدئین

فرمول شیمیایی کدئین C۱۸H۲۱NO۳ است. درصد چسبندگی آن به پروتئین پلاسما ۶۵٪ تا ۷۵٪ است. ۹۰٪ آن در کلیه تصفیه شده و از طریق ادرار دفع می‌شود و نیمه عمر آن ۲٫۹ ساعت است

## تجویز
بیشترین مصرف پزشکی کدئین در درمان دردهای خفیف تا نسبتاً شدید (از جمله دردهای مفاصل، کمردرد، استخوان‌درد، دندان درد، سردرد، میگرن، دردهای پس از جراحی) و نیز اسهال و سرفه خشک (غیر پروداکتیو) است.
تأثیر ضدسرفه کدئین ناشی از اثر مستقیم آن بر مرکز سرفه در مغز (medulla) است و با مقدار کمتری (۱۰ تا ۲۰میلی‌گرم برای بزرگسالان) از مقدار لازم برای تأثیر ضد درد آن به دست می‌آید.
کدئین همچنین تأثیر خشک‌کننده بر مجرای تنفسی دارد و رطوبت ترشحات برونش‌ها را کاهش می‌دهد.
کدئین معمولاً بیشتر از ۶۰ میلی‌گرم در یک نوبت و ۲۴۰ میلی‌گرم در ۲۴ ساعت تجویز نمی‌شود. در صورتی‌که این میزان دارو کافی نباشد استفاده از داروهای قویتر ترجیح داده می‌شود.
کارشناسان و مشاوران پزشکی اداره نظارت بر غذا و داروی آمریکا تأکید کردند که لازم است از مصرف خودسرانه داروهای حاوی کدئین برای درمان سرفه یا درد در کودکان و نوجوانان خودداری شود و استفاده از این نوع داروها با تجویز پزشک باشد. متخصصان معتقدند عوارض جانبی مصرف کدئین می‌تواند موجب بروز مشکلات تنفسی مرگبار در برخی کودکان شود.

تصویر سه‌بعدی مولکول کدئین

## داروشناسی
کدئین در کبد و از طریق سیتوکرومP۴۵۰ (ایزوآنزیم۲D۶) متابولیزه می‌شود. این فرایند در افرادی که مقدار کمتری از این سیتوکروم دارند به‌درستی انجام نشده و در نتیجه کدئین در آن‌ها تأثیر خفیف‌تری دارد. برآورد می‌شود که حدود ۵٪ تا ۱۰٪ اروپایی‌ها، ۲٪ زردپوست‌ها و ۱٪ عرب‌ها از این دسته باشند. در مقابل وجود میزان بیشتری از CYP2D۶ منجر به تأثیر قوی‌تر و سریع‌تر داروهایی می‌شود که از این مسیر متابولیزه می‌شوند. حدود ۰٫۵٪ تا ۲٪ مردم از این گروه‌اند و با کدئین کمتری به سطح درمانی مطلوب می‌رسند.
برخی از داروها از جمله فلوکستین و پاروکستین دو داروی مهارکننده بازجذب سروتونین و بوپروپیون دیگر داروی ضدافسردگی مهارکننده CYP2D۶ هستند و ممکن است فعالیت کدئین را کاهش داده یا حتی به‌کلی متوقف کنند. در مقابل برخی داروها مانند ریفامپیسین و دگزامتازون تأثیر برعکسی دارند.

## فراورده‌های دارویی
کدئین در فراورده‌های دارویی گوناگونی عرضه می‌شود. در سه فرم خوراکی (قرص، کپسول و شربت) مقعدی (شیاف) و تزریقی (زیرجلدی و عضلانی) موجود است. شکل خوراکی کدئین بیشتر به صورت کدئین فسفات (C18H21NO3.H3PO۴) و کدئین سولفات (C36H42N2O6.SO۴) و کدئین هیدروکلراید ساخته می‌شود. کدئین در برخی از شربت‌های ضدسرفه‌ای که به صورت بدون نسخه عرضه می‌شوند نیز موجود است. در این شربت‌ها کدئین در ترکیب با داروهای ضدسرفه به‌ویژه اکسپکتورانت عرضه می‌شود.
قرص‌های کدئین بسیاری از اوقات در ترکیب با داروهای ضددرد غیر مخدر همچون استامینوفن، آسپیرین و ایبوبروفن عرضه می‌شود. این کار تأثیر ضددرد هر دو دارو را افزایش می‌دهد. یکی از دلایل این امر جلوگیری از سؤمصرف به دلیل تأثیر ناخوشایند و سمی داروی همراه است. البته جداسازی کدئین از این داروها به روش‌های مختلفی امکان‌پذیر است. از آن جا که محلولیت در آب کدئین بسیار بیشتر از داروهای همراه (از جمله استامینوفن) است، با حل کردن قرص‌های حاوی کدئین در آب، بیشتر مواد دیگر قرص ته‌نشین شده و کدئین آن در آب باقی می‌ماند.
قرصهای کدئین فسفات به تنهایی اغلب سی میلی‌گرمی هستند. تأثیر کدئین معمولاً ۱۰ تا ۳۰ دقیقه پس از بلعیدن آشکار می‌شود. ۱ تا ۲ ساعت بعد به اوج اثر خود می‌رسد و ۴ تا ۶ ساعت بعد خاتمه می‌آید. بالاتر بودن مقدار مصرف به طولانی شدن مدت اثربخشی می‌انجامد. مصرف در نوبت‌های با فاصله (بیشتر از ۴۰ دقیقه) منجر به افزایش تأثیر می‌شود.
کدئین در سیستم گوارش به خوبی جذب می‌شود و از مؤثرترین داروهای مخدر در مصرف خوراکی است. با این حال استعمال مقعدی آن حدود ۱۲۵٪ مؤثرتر است.

## مصرف بیش از حد
مصرف ۸۰۰ میلی‌گرم کدئین برای شخصی با وزن متوسط و بدون عادت می‌تواند مرگبار باشد. گفته می‌شود گرچه استفاده از داروهای کدئین دار به مهار سرفه در جریان یک سرما خوردگی بد یا عفونت سینوس کمک می‌کند اما در عین حال می‌تواند سبب بروز مشکلات تنفسی نیز شود. به همین دلیل اداره نظارت بر دارو و غذای آمریکا دو سال بعد از انتشار یک هشدار دربارهٔ تجویز داروهای کدئین دار به کودکان پس از جراحی، خطرات استفاده از داروهای سرماخوردگی کدئین دار برای درمان کودکان را بررسی می‌کند.

## عوارض جانبی
عوارض جانبی کدئین را می‌توان به دو دسته عوارض کوتاه مدت و عوارض بلند مدت تقسیم کرد. عوارض کوتاه مدت کدئین که در اوایل استفاده از آن مشاهده می‌شود شامل سبکی سر، افت فشار خون، برادی‌کاردی، خواب آلودگی، یبوست، بی اشتهایی و در برخی موارد پر خوری و خارش پوست می‌باشد. عوارض بلند مدت کدئین در اثر مصرف طولانی مدت از این دارو ایجاد می‌شود و شامل التهاب و نارسایی کبد، اختلالات کلیوی، اعتیاد و ایلئوس فلجی اشاره کرد.

## اعتیاد
مانند تمامی مشتقات مرفین مصرف مستمر کدئین می‌تواند به وابستگی جسمی و تحمل دارویی بینجامد. البته علائم قطع مصرف معمولاً شدید نیست و نتیجتاً کدئین کمتر اعتیادآور است. نشانه‌های خماری ناشی از اعتیاد به کدئین، معمولاً اندکی قبل از زمان تعیین شده برای مصرف دوز بعدی آغاز می‌شوند. این مدت که معمولاً بین ۶ تا ۱۲ ساعت به طول می‌انجامد، در برخی از موارد حتی به چند ساعت پس از مصرف نیز می‌رسد.